# Ischnocnema gualteri
Espèce
Synonymes
- Eleutherodactylus gualteri Lutz, 1974

Statut de conservation UICN

 LC  : Préoccupation mineure
Ischnocnema gualteri est une espèce d'amphibiens de la famille des Brachycephalidae.

## Répartition
Cette espèce est endémique de l'État de Rio de Janeiro au Brésil. Elle se rencontre de 800 à 1 200 m d'altitude dans la serra dos Órgãos à Teresópolis.

## Description
Les mâles mesurent de 21,3 à 34,1 mm et les femelles de 33,6 à 45,7 mm.

## Étymologie
Cette espèce est nommée en l'honneur de Gualter Adolpho Lutz.

## Publication originale
- Lutz, 1974 : Eleutherodactylus gualteri, a new species from the Organ Mountains of Brazil. Journal of Herpetology, vol. 8, no 4, p. 293-295.